# Mordere tager ud på vejen
Mordere tager ud på vejen (russisk: Убийцы выходят на дорогу) er en sovjetisk film fra 1942 af Vsevolod Pudovkin og Jurij Taritj.

## Medvirkende
- Mikhail Astangov - Franz
- Boris Blinov - Theo
- Sofija Magarill
- Ada Vojtsik - Marta
- Oleg Zjakov